# Kaşağıl, İvrindi
Kaşağıl là một xã thuộc huyện İvrindi, tỉnh Balıkesir, Thổ Nhĩ Kỳ. Dân số thời điểm năm 2010 là 308 người.